# Eustrotia ossea
Eustrotia ossea är en fjärilsart som beskrevs av Saalmüller. Eustrotia ossea ingår i släktet Eustrotia och familjen nattflyn. Inga underarter finns listade i Catalogue of Life.